# 大慈恩寺

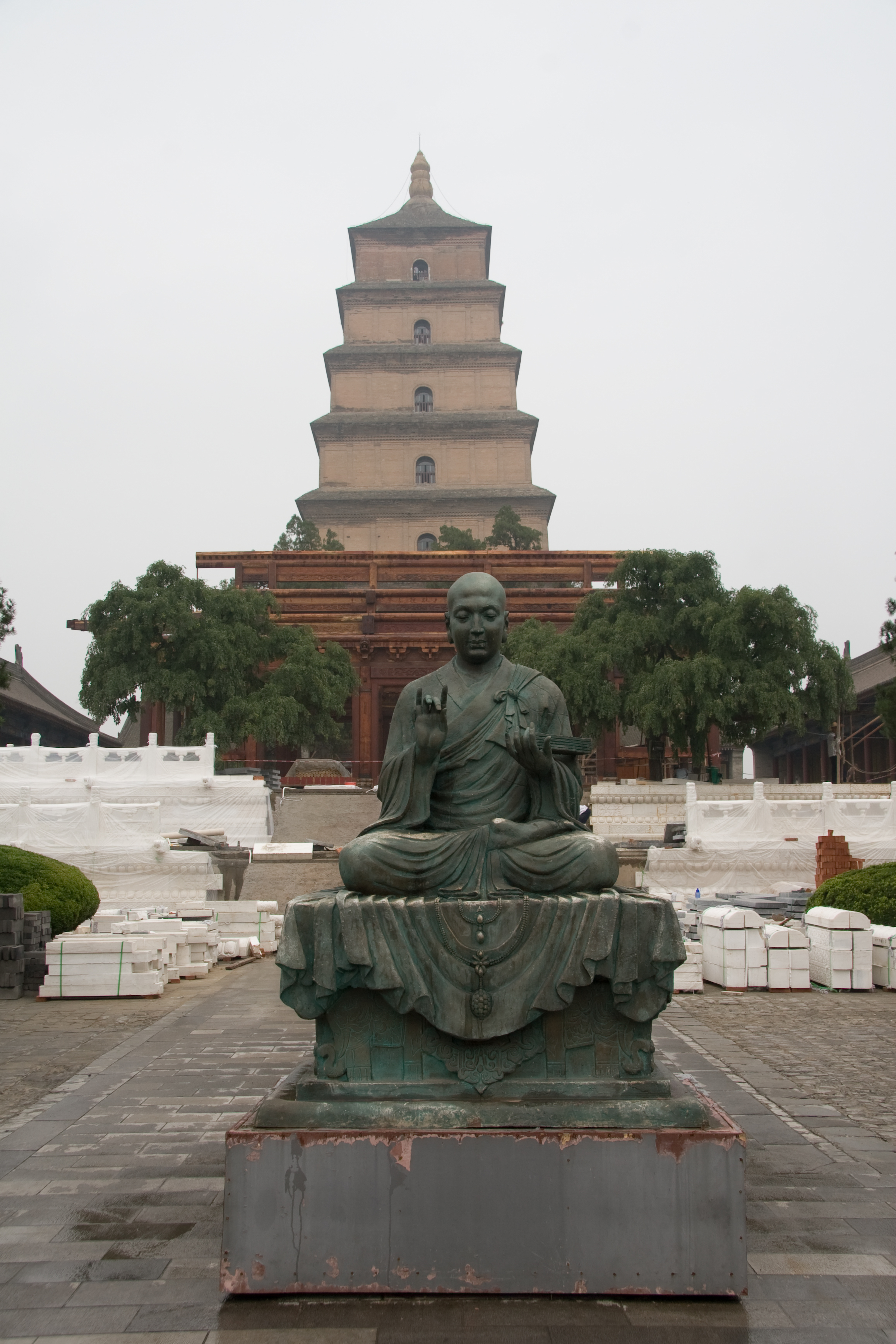
大慈恩寺と大雁塔

大慈恩寺（だいじおんじ）は、中国陝西省の古都、西安市南東郊外約4kmにある仏教寺院であり、三蔵法師玄奘ゆかりの寺として知られている。2011年認定の中国の5A級観光地「大雁塔・大唐芙蓉園景区」の一部である。
その故地は、唐朝の都、長安城においては、東南部、左街の晋昌坊に当たる場所であった。

## 概要
隋の大興城にあった無漏寺（一説に浄覚寺）の故地に、648年（貞観22年）、皇太子の李治が、亡母（文徳皇后）追善のために建立したのが、大慈恩寺である。その名は「慈母の恩」に由来する。
各地から、良材を集め建てられ、その規模は、子院（塔頭）10数院を擁し、建築物は総数1,897間、公度僧だけで300名という大寺であった。帰朝した玄奘は、本寺の上座となり、寺地北西の翻経院で仏典の漢訳事業に従事した。当寺での、玄奘の訳経活動は、658年（顕慶3年）までの11年に及び、合わせて40部余の経典が漢訳された。玄奘の弟子である基（窺基）は、師から相承した法相宗を宣教し、「慈恩大師」と呼ばれた。
652年（永徽3年）、大雁塔が建立される。当初は、玄奘がインド・西域から持参した仏像や経典を収蔵するための塔であった（大雁塔の項を参照）。
唐代半ば以降、大慈恩寺の境内には、大きな戯場があり、俗講や見世物が行われていた。また、牡丹の名所としても知られ、それを詠んだ多くの漢詩が知られ、藤も植えられていた。春には、寺が所有していた南にある通善坊の「杏園」で杏の花が、夏には、寺の南池で蓮の花が咲き、秋には、柿がなり、紅葉につつまれたと伝えられる。
845年（会昌5年）の、武宗による会昌の廃仏の時には、大薦福寺・西明寺・大荘厳寺と共に、廃寺を免れた。
1550年（嘉靖29年）に、現在の大慈恩寺が建立されたといわれる。

## 主な住僧
- 玄奘三蔵 （602年-664年）
- 那提三蔵
- 基 （632年-682年）
- 道世
- 善導 （613年-681年）
- 慧沼 （648年-714年）
- 義福
- 金剛智三蔵 （669年-741年）
- 牟尼室利三蔵 （?-811年）